# 文月くん
文月 くん（ふづき くん 、7月4日 - ）は、日本の女性声優。パワー・ライズ（合併前はトリトリオフィス）所属。東京都出身。身長150cm。旧名は巻口久美子。

## 出演
太字はメインキャラクター。

### テレビアニメ
1997年
- 超特急ヒカリアン（新橋テツユキ、ウィンダッシュ、踏切ジェッター 他）

1999年
- イソップワールド（ザクロ）
- 週刊ストーリーランド（女性召使C、男の子）

2001年
- ウッディー・ウッドペッカー（ウォーリー、ピョンピョンキツツキ）

2002年
- 爆転シュート ベイブレード2002（女の子B）

2004年
- おじゃる丸（おばさん）
- おジャ魔女どれみナ・イ・ショ（おばあさん）
- ふたりはプリキュア（光の園の住人）

2006年
- 地獄少女（つぐみの祖母、おばあさん）
- 妖逆門（華朧）
- 猫ラーメン（おばあちゃんA）
- ひぐらしのなく頃に（中年女性、老人B）
- LEMON ANGEL PROJECT（山城リサ）

2007年
- CODE-E（ヨネ）

2014年
- DRAMAtical Murder（タエ）

2021年
- 宇宙なんちゃら こてつくん（2021年 - 2022年、キヌエ、マイちゃんの母）

2024年
- 葬送のフリーレン（村人）

### OVA
- おジャ魔女どれみナ・イ・ショ（2004年、おばあさん）
- くりいむレモン New Generation vol.2 レトルト美女百景（2006年、白鳥ラム）

### ゲーム
2012年
- Solomon's Ring 〜火の章〜（カフェのおばちゃん）

2013年
- Solomon's Ring 〜風の章〜（カフェのおばちゃん）
- Solomon's Ring 〜水の章〜（カフェのおばちゃん）
- Solomon's Ring 〜地の章〜（カフェのおばちゃん）

2023年
- Fate/Samurai Remnant（女 老人 厳格）

### ドラマCD
- バカとテストと召喚獣 Vol.2（学園長）

### 特撮
- 電光超人グリッドマン 第31話「怪獣ママは女子大生」（1993年）

### CM
コンバット・トリオ篇（大日本除虫菊）
アニメのキャラクター（マコちゃん - 前篇から出演の高坂真琴の名から）。2007年版の「トリオ篇」で、「小」のマコちゃんの声を担当、またCMのラストでは本人が出演している。詳しくはこちらを参照。